# Horst Rettig

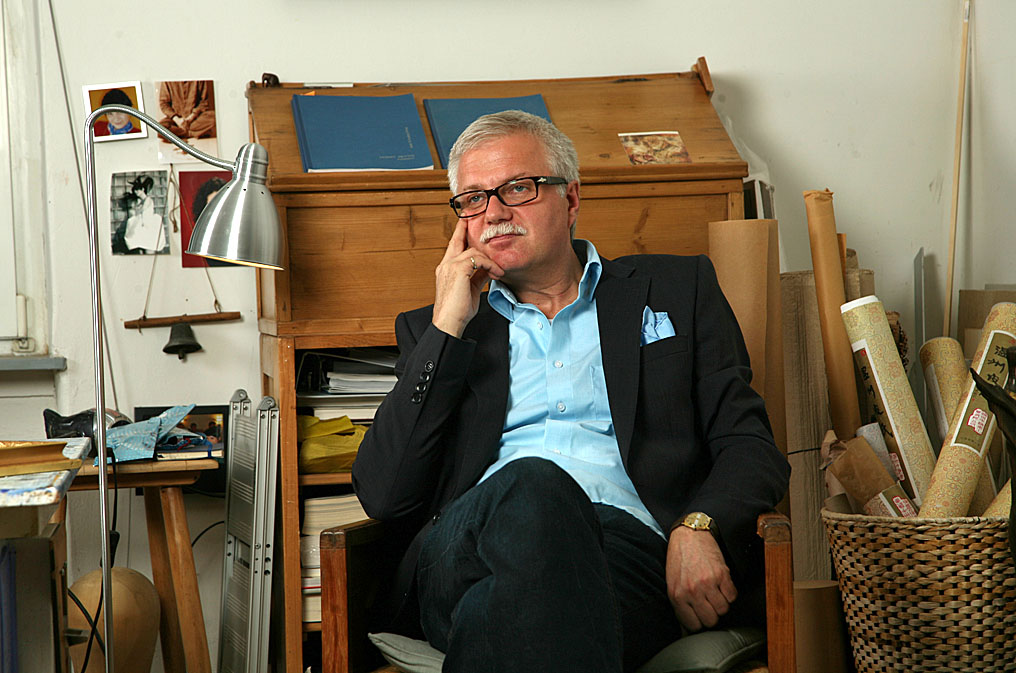
Horst Rettig (2011)

Horst Rettig (* 10. Juli 1959 in Worms, Rheinhessen) ist ein deutscher Maler und Bildhauer.

## Leben
Durch seine erste Einzelausstellung im Hauptnoviziat der Dominikaner in Worms lernte er Rettig den Pater Norbert Hinckers kennen, der von 1994 bis 1997 sein Mentor war.
Er ist bekannt für seine Stelenfiguren sowie Struktur- und Bildkörper. In seinen Werken beschäftigt er sich mit der Struktur und dem Fluss in Form und Material. Im Mittelpunkt seines künstlerischen Schaffens stehen unter anderem Natur und Mensch zwischen Genesis und Exodus. Seine Arbeiten sind in Galerien vertreten und befinden sich in Wirtschaftsunternehmen, Privatsammlungen und im öffentlichen Raum.
Rettig berät Wirtschaftsunternehmen zu Kunst und Ethik und ist seit 2009 der künstlerische Leiter und Initiator des „atelierblau“ für Menschen mit geistiger und psychischer Beeinträchtigung, ein langfristiges Inklusionsprojekt der Lebenshilfe Worms. Sein Atelier im Kunsthaus Worms, das er 2002 bezog, sieht er als Ort der Begegnung und des Austausches mit Künstlern und Kunstinteressierten.

## Arbeiten im öffentlichen Raum
- 1995 Kreuz- u. Sakramentsstele, Hauptnoviziat der Dominikaner, Kloster Worms
- 1995 Der Einsame Kapelle des Hospizvereins Peine
- 2000 Friedensstele Denkmal, Pfeddersheim, Pfeddersheim Denkmal zur 475-jährigen Wiederkehr der Schlacht bei Pfeddersheim des Deutschen Bauernkrieges 1525, durch das Land und die Kulturstiftung Rheinland-Pfalz als überregionales Kunstwerk eingestuft
- 2000 COM-Plan, Kunst am Bau, Viernheim, Stuttgart und Dresden
- 2000 Vorstandsetage, Kunst am Bau, Südzucker AG Mannheim
- 2001 Martins-Relief, Martinskirche Ludwigshafen
- 2001 Bildelement, Deutsche Leasing AG, Karlsruhe
- 2002 Verabschiedungsraum, Klinikum Worms
- 2003 Unterirdisches Nibelungenlied-Denkmal, Worms
- 2003 Wandinstallation, Jugendhilfezentrum Worms
- 2004 Zeitfluss-Projekt verborgene Texte im Stadtgraben, Worms
- 2004 Zeitkapsel, Bergkirche Hochheim
- Der Weg, Kunst am Bau, Kinder- und Jugendhilfezentrum, Worms;
- 2005 Relief Die Heilige, Hildegard Forum Bingen
- 2008 Feuerwehrstele der Wächter, Kunst am Bau, Bobenheim-Roxheim
- 2009 Worte - Werte, Kunst am Bau, Pestallozi-Schule, Bobenheim
- 2009 Stelenfigur - Die Wächterin Torturmplatz Worms
- 2010 Kunstkonzeption, Ethianum, Heidelberg
- 2011 BG-Unfallklinik, Ludwigshafen
- 2014 Wandinstallation Mehrzweckhalle, Kunst am Bau, Bobenheim
- 2016 Denkmal für die Opfer von Hadamar, Worms

## Ausstellungen
- 1994: Installation „Wenn Werte zerfallen“, Dominikanerkloster, Worms; Innenhof des Museums der Stadt Worms
- 1995: „Genesis“ Schloßgut, Wachenheim
- 1996/2002/2007: Blickachse, Schloßpark Herrnsheim
- 1996: D.K Art, Schwetzingen; Galerie Formstein, Mannheim-Gartenstadt; „Martin von Tours“ Dominikanerkloster Worms
- 1997: Haus zur Münze, Worms
- 1998: „Art Rencontre“ Galerie die VILLA Mainz; Skulpturen - Atrium Pollux, Frankfurt; Nürnberger Hypothekenbank, Mannheim
- 1999: Städtische Galerie Frank-Loebsches Haus und Galerie Z, Landau;
- 2001: „Kultur gegen Gewalt“, Worms
- 2002: Konzeption Wanderausstellung „Migration“ für Caritas Osthofen;
- 2003: Konzeption „Das Lied ist der Schatz“ in Zusammenarbeit mit dem Max-Planck-Institut Heidelberg und dem Museum der Stadt Worms
- 2004: Installation, Landsynagoge Pfeddersheim; Gustav-Heinemann-Friedensgesellschaft: Ausgewählte Projekte, Südwestfälisches Museum
- 2005: Hildegard-Forum, Bingen; Nibelungen-Zyklus, Staatstheater Mainz; Weltjugendtag „Worte des Friedens“, Worms „Zeitfluss-Projekt“ Bergkirche, Hochheim
- 2006: Konzeption - Projekt „Die Roten Stühle“ Caritas Worms, unterstützt durch seine Eminenz Kardinal Karl Lehmann; Konzeption „Friedensboot Arche“ Marktplatz Worms
- 2007: „Porta a Perta“ Dominikanerkloster, Worms; Kulturtage Frankenthal; Künstlerischer Berater im DVD-Projekt; Gedenkstätte KZ Osthofen; „Migrationsprojekt“ Schöneberger Rathaus, Berlin; „Transformation der Strukturen“ Kunstverein Eisenturm Mainz
- 2008: Bildhauersymposium Gangart, Bischofsheim
- 2009: Barocketage, Stiftung Kloster Eberbach
- 2010: Projekt „Chart“ im Kunsthaus, Worms; Projekt „An einem Tisch“, Worms; Day of Respect - internationaler Tag des Flüchtlings, Worms
- 2011: „Wir diesseits von Eden“ Kunsthaus Worms; BG Klinik Ludwigshafen
- 2012: „Wir jenseits von Eden“ Kunsthaus Frankenthal; „10 Jahre Kunsthaus Worms“[2]